# Мирољуб Радојковић
Мирољуб Радојковић (рођен 1949. године у Панчеву, Војводина) је српски комуниколог и универзитетски професор.

## Биографија
Основну школу и гимназију "Урош Предић" похађао је у родном граду. Године 1967. уписао се на Факултет политичких наука у Београду, на коме је дипломирао на смјеру за новинарство 1971. године. Након одслужења војног рока примљен је као студент генерације на исти факултет као асистент-приправник, 1972.године, на предмету Јавно мњење. Од тада је стално запослен и прошао је сва звања до редовног професора на Факултету политичких наука Универзитета у Београду.